# 京面龍太郎
京面 龍太郎（きょうめん りゅうたろう、1993年5月25日 - ）は、テレビ高知 (KUTV) の報道記者兼アナウンサー。

## 来歴
広島県出身。広島県立広島皆実高等学校、日本大学法学部公共政策学科卒業。大学在学時に、日大法学部の学生たちによる『ミスターフェニックスコンテスト2014』に出場したことがある。それ以前には同大学の駅伝部に在籍していたが、「箱根駅伝以外にやりたいことが見つかった」という理由で退部を決意した。
2017年にテレビ高知に入社し、同期の木岡真理奈とともに同局のアナウンサーになる。
2024年7月18日、TBS系トークバラエティ「週刊さんまとマツコ」の特番にて、島崎和歌子の芸能生活35周年を祝う企画で進行役に抜擢。入社8年目ではあるが、ロケの参加自体が初、ゲストとの絡みも初、カンペを見るのも初挑戦であり、明石家さんまとマツコ・デラックスというタレントと共演する現状に、「緊張しています」と暗い表情を見せた。緊張のあまり進行時の声が小さくなって行く度、声を張る様にマツコや島崎和歌子から指摘されることもあったが、企画を最後まで一生懸命にやり遂げた。

## 担当番組
- イブニングKOCHI
- からふる